# Malamine Koné
Malamine Koné (21 de diciembre de 1971, en Niena, Malí) es un empresario francés de origen maliense. Es el fundador de la marca de deportes Airness.

## Biografía
Nacido en Malí, llegó a Francia a la edad de diez años y creció en las afueras del norte de París, consideradas como zonas de tensión social.
Empezó una carrera de boxeador profesional pero tuvo que dejarla después de un accidente de coche en 1995. In 1999, decidió crear su propia marca de deportes, Airness, utilizando una pantera como logotipo. Este símbolo deriva de su apodo de boxeador, “la Pantera”.
Futbolistas como Steve Marlet o Daniel van Buyten le hicieron una publicidad gratis llevando sus productos sin retribución. Eso le atrajo la atención de los medios de comunicación franceses que le presentaron como un modelo de éxito para los jóvenes de las afueras. Luego, equipos del campeonato francés tal como el AJ Auxerre o el Lille O. S. C. le escogieron como patrocinador en 2004. Después, pudo patrocinar equipos al nivel europeo como Boavista, Fulham o el FC Nantes.
No obstante, Airness no se limita al ámbito futbolístico. Patrocina también equipos de Rugby y de baloncesto y tenistas importantes como Nikolay Davidenko o Nadia Petrova.
En 2007, recibió el premio del joven empresario del año por parte de la Cámara Junior Internacional.